# Cần độc
Cần độc, có sách gọi là sâm độc (danh pháp khoa học: Conium maculatum) là một loài thực vật có hoa trong họ Cần tây (Apiaceae), còn gọi là họ Hoa tán (Umbelliferae). Loài này được L. mô tả khoa học đầu tiên năm 1753.

## Độc tính
Đây là một loài cây nguy hiểm, các lá của nó có thể khiến người lớn chết chỉ với 8-10 lá tươi do có chứa coniine và một số alkaloid.
Nhà triết gia Sokrates của Hy Lạp cổ đại đã tự tử bằng cách uống chất độc từ cây này (có khả năng khác là ông bị ép phải uống, như tử hình)

## Hình ảnh

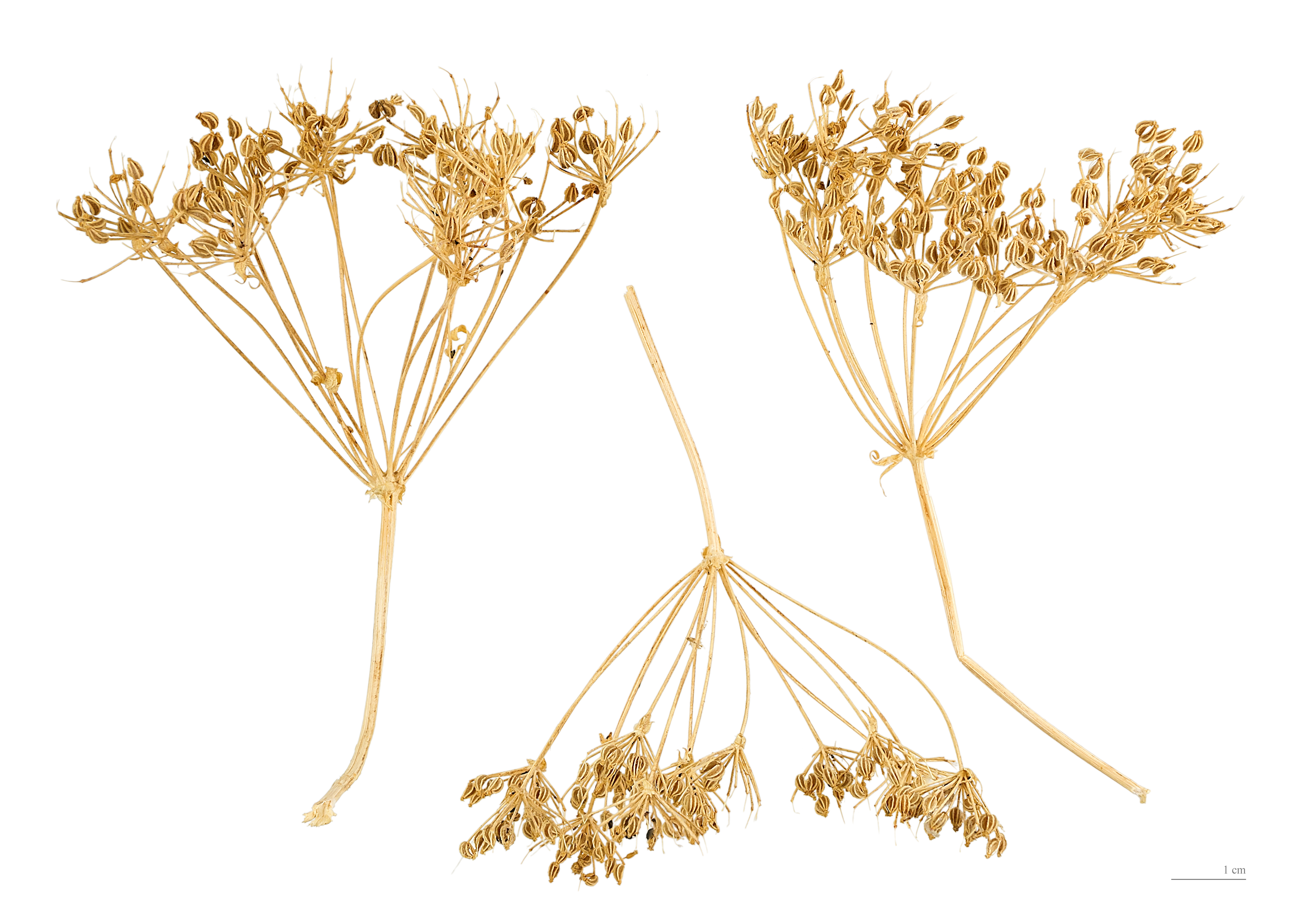
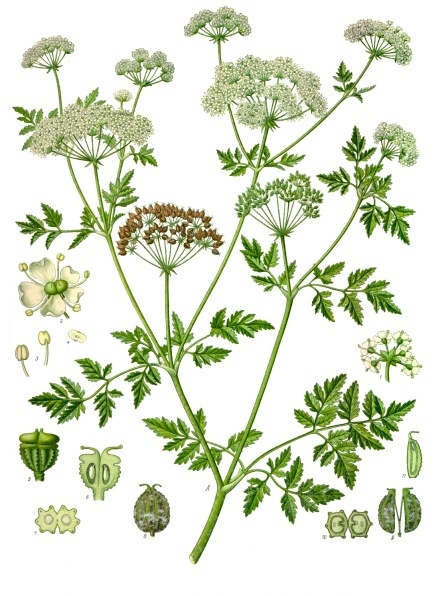
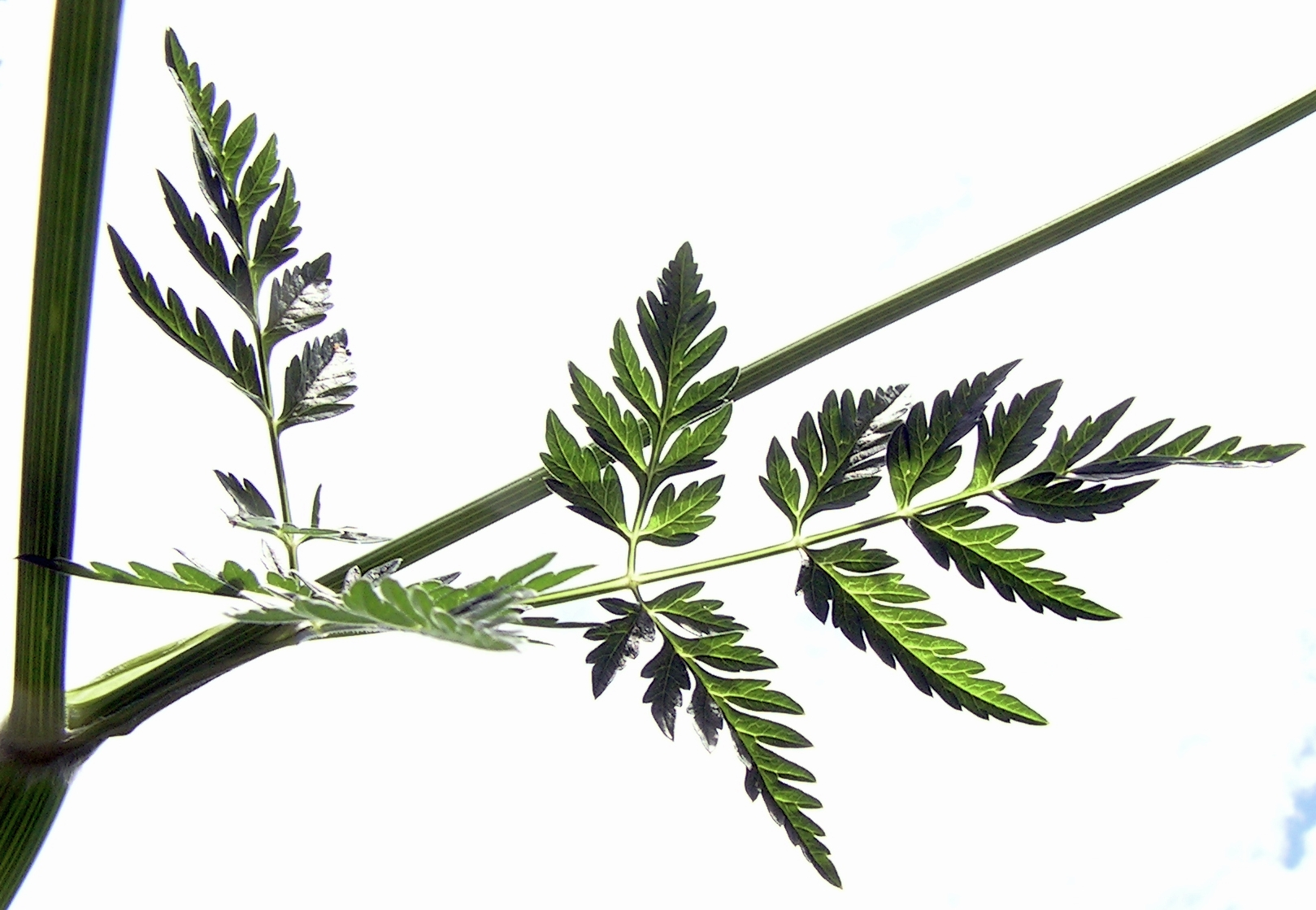
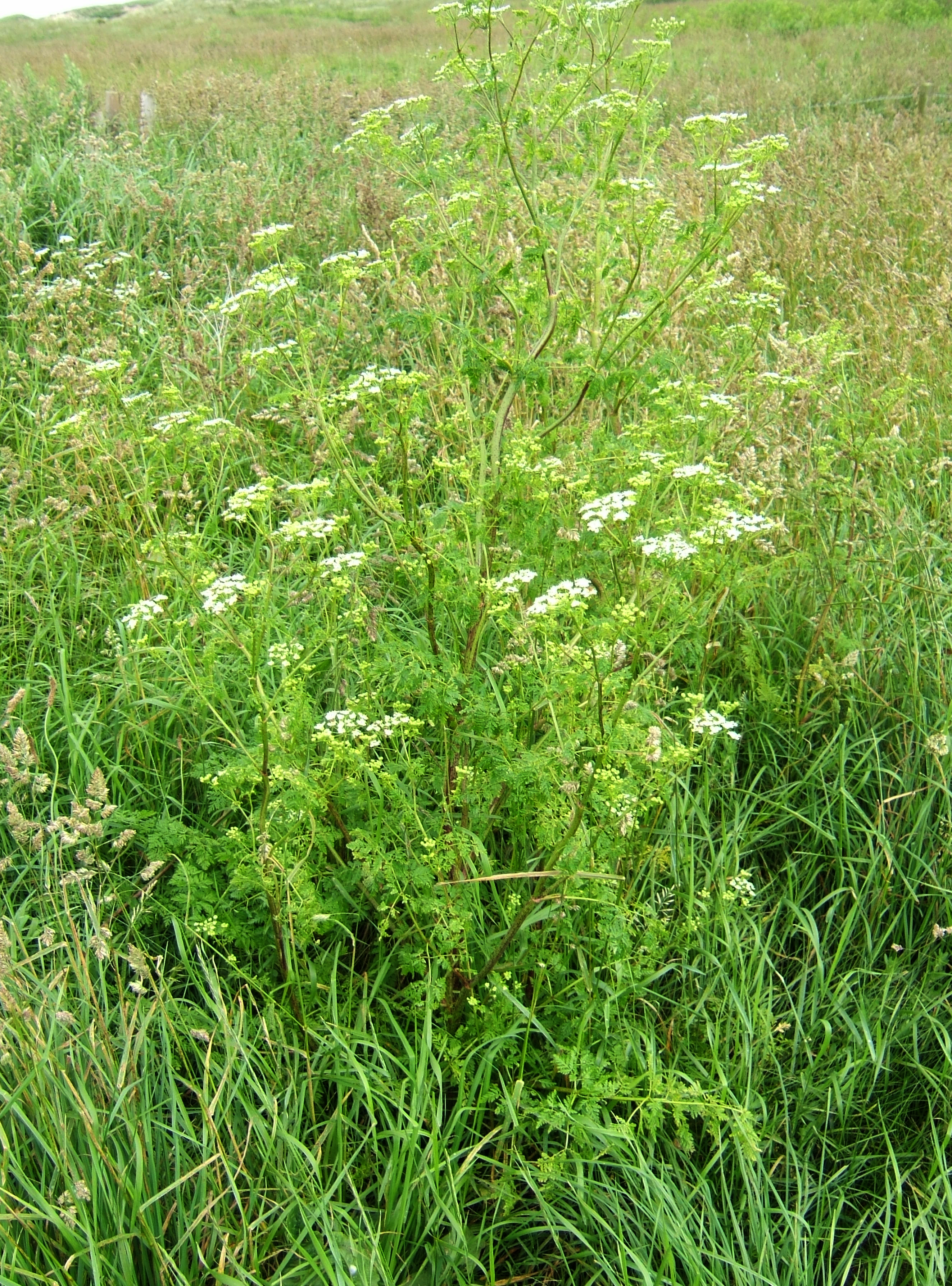